# Gesundheitscoach
Gesundheitscoach ist ein Beratungsberuf im Gesundheitswesen. Er erteilt  Hilfe zur Selbsthilfe bei gesundheitlichen Fragen. Gesundheitscoaching ersetzt nicht den Gang zum Arzt und ist keine Therapie.

## Ausbildung
Der Begriff „Coach“ ist in Deutschland nicht gesetzlich geschützt. Mehrere Bildungsträger bieten unterschiedliche Arten von Ausbildungen zum Gesundheitscoach an. Themenfelder wie Unterrichtsfächer sind nicht fest bestimmt. Ein Bildungsträger bietet beispielsweise die Ausbildung zum ärztlich geprüften Gesundheitscoach an. Diese dauert neun Monate (1120 Unterrichtsstunden). Gelehrt und geprüft wird in den Bereichen Anatomie, Physiologie, Pathologie, Zivilisations- und Umweltbedingte Krankheiten, Prävention, Ernährungsberatung, Psychologie, Beratung, Coaching, Selbstreflexion durch Supervision, Trainer B-Lizenz, Erste Hilfe Lehrgang, ICDL, Entwicklung und Durchführung strukturierter situationsbezogener Patientenschulungsprogramme, betriebliches Gesundheitsmanagement, Projektplanung, Präsentations- und Bewerbungstraining sowie Einzelberatung, Wellness und Wellnessmassagen, schulmedizinische und naturheilkundliche Therapieverfahren, Trainings- und Stressmanagement, Entspannungsverfahren, Organisation des Gesundheitswesens, rechtliche Grundlagen und IT-Bürokompetenzen. Die Beschreibung dieser Ausbildung bezieht sich auf den im Beispiel genannten Bildungsträger.

## Tätigkeiten
Die Arbeit des Coaches kann im Einzel- sowie im Gruppencoaching stattfinden. Im Einzelcoaching kann auf die  individuelle gesundheitliche Fragestellung und Lösungsmöglichkeit in einem „Unter 4 Augen“-Gespräch eingegangen werden. Gruppencoaching ist eine Möglichkeit die Erreichung gemeinsamer gesundheitlicher Ziele zu unterstützen und sich gegenseitig zu motivieren. Eine dadurch erreichte Stärkung des „Wir-Gefühl´s“ soll sich dabei auf alle Prozesse positiv auswirken.
Ein besonderes Arbeitsfeld des Gesundheitscoach ist die betriebliche Gesundheitsförderung. Gesundheitscoaching in Bezug auf die betriebliche Gesundheitsförderung bedeutet, die spezielle Situation des beruflichen Alltags zu berücksichtigen. Ebenfalls vermittelt der Gesundheitscoach Fachwissen in der Beratungssituation, in Vorträgen und Seminaren und stärkt das Kohärenzgefühl des Klienten. Er berät und schult zu den Themen Ernährung, Bewegung und Entspannung.
Der Gesundheitscoach trainiert seine Klienten bezüglich gesundheitsfördernder Verhaltensmaßnahmen. Gesundheit im Sinne des Gesundheitscoachings setzt Wohlbefinden als oberste Priorität. Die Wahrnehmung wird beeinflusst durch die jeweilige Lebenssituation, z. B. Arbeitsumfeld, Familie und soziale Kontakte.

## Methodik
- Analyse der aktuellen Gesundheitssituation
- Probleme erkennen und benennen
- Ziele des Klienten formulieren
- Ressourcen des Klienten herausfiltern und stärken

Aktives Zuhören ist für einen würdigen und respektvollen Umgang grundlegend. Durch den lösungsorientierten Ansatz des Salutogenese-Modells, das die Faktoren und dynamischen Wechselwirkungen zum Thema Gesundheit berücksichtigt, gewinnt der Klient die Kompetenz zu selbstverantwortlichem Handeln (Empowerment). Der Gesundheitscoach greift dabei, unter anderem, auf folgende Methoden und Ressourcen zurück:

### Aufklärung/Beratung
Kommunikationsmodelle (Schulz von Thun, Modelle des NLP, Watzlawick),
z. B. provokative Beratung, Paradoxe Intervention um paradoxe Kommunikation zu erkennen und aufzulösen.
Der Systemische Ansatz in Beratungssituationen und die Selbstexplorationsmethoden um die Lebenslage des Ratsuchenden zu verstehen, dabei steht seine Persönlichkeit im Mittelpunkt. Durch Zirkuläres Fragen emotionale Wahrnehmungen aus unterschiedlichen Positionen darstellen und mit dem Verbalisieren emotionaler Erlebnisinhalte wird die mitgebrachte Thematik in Worten zum Ausdruck gebracht.

### Training
Zum Training gehört die Themenzentrierte Interaktion  nach R. Cohn mit dem Ziel der persönlichen Entwicklung und sozialem Lernen. Mit Hilfe von Motivationstraining Ziele realisieren und den Erfolg steigern sowie im Beziehungsaufbau und deren Entwicklung.
Im Rollenspiel (Pädagogik) werden Lebenssituationen simuliert um die sozialen Handlungskompetenzen zu erweitern. Durch Visualisierung werden Zusammenhänge in eine erfassbare Form gebracht. Mit Kognitiver Umstrukturierung wird zur Veränderung der gedanklichen Lebenskonzepte beigetragen. Durch Entspannungsverfahren werden körperliche und geistige Anspannung und Erregung verringert sowie Gelassenheit, Zufriedenheit und Wohlbefinden erlebbar.

### Management
Entscheidungsmodelle strukturieren das Vorgehen des Klienten.
Mit Hilfe von Biofeedback werden Vorgänge die der unmittelbaren Sinneswahrnehmung nicht zugänglich sind dem Bewusstsein zugänglich gemacht. Das Innere Team wird zur Berücksichtigung der einzelnen Persönlichkeitsanteile zu Rate gezogen. Feedbackinstrumente werden zur Evaluierung des Coachingprozesses angewandt. Die zusammen erarbeiteten Vorgehensweisen/Strategien und Ziele sollen für den Klienten die Kriterien der Sinnhaftigkeit, Handhabbarkeit und Verstehbarkeit erfüllen. Voraussetzungen für die Arbeit zwischen Gesundheitscoach und Klient sind:
- Die Verschwiegenheitsverpflichtung des Gesundheitscoachs.
- Die zielorientierte Anpassung des Coachingprozesses an Lebenssituation des Klienten und überprüfbare Ergebnisse des Coachings.
- Der Klient kommt freiwillig zum Gesundheitscoaching.
- Er bringt den Willen mit selbstverantwortlich Veränderungen herbeizuführen und die Fähigkeit zur Selbststeuerung.